# Fritz Ludwig Neumeyer
Fritz Ludwig Neumeyer (* 10. September 1875 in Egloffstein; † 10. September 1935 in Nürnberg) war ein deutscher Unternehmer.

## Herkunft, Jugend und Ausbildung
Fritz Neumeyer war der Sohn von Marie Windisch (1849–1926) und Georg Philipp Neumeyer (1843–1880). Er heiratete Hedwig Husslein (1878–1933); ihre gemeinsamen Kinder waren Elisabeth (1909–1995) und Hans-Friedrich Neumeyer. Fritz Neumeyer besuchte die städtische Handelsschule Nürnberg. Ab 1890 machte er eine kaufmännische Lehre bei der Armaturen- und Maschinenfabrik AG vorm. J. A. Hilpert. Ab 1895 vertrat er dieses Unternehmen in Zürich, wo er 1897 ein eigenes Unternehmen für sanitäre Einrichtungen gründete.

## Unternehmertätigkeit

### Metallwarenfabrik Fritz Neumeyer
1903 kehrte er nach Nürnberg zurück und erwarb aus einem Konkurs die Spiel- und Metallwarenfabrik Köllisch. Diese stellte er auf die Herstellung von Gegenständen technischen Bedarfs um und nannte sie nun Metallwarenfabrik Fritz Neumeyer.

### Fritz Neumeyer AG
Im Ersten Weltkrieg stellte er im Auftrag der Reichsregierung Munition und andere Rüstungsgüter her. 1916 veranlasste ihn die Reichsregierung zu einer wesentlichen Erweiterung seines Unternehmens. Er eröffnete einen Zweigbetrieb in Hersbruck und gründete unter 50-prozentiger Beteiligung der Hirsch Kupfer- und Messingwerke AG (Berlin und Eberswalde) die Fritz Neumeyer AG, deren Leitung er als Generaldirektor (Vorstandsvorsitzender) übernahm. In einem neuen Werk in Ziegelstein-Herrnhütte (seit 1920 Stadtteile von Nürnberg), dem späteren Stammwerk, wurden 1917 Stahlkartuschen und Anzündhütchen hergestellt. Nach Kriegsende wurde die Rüstungsproduktion eingestellt und Halbzeug in der Metallgießerei, den Strang- und Rohrpressen gefertigt.
1921 erwarb die Gutehoffnungshütte die Aktienmehrheit der Fritz Neumeyer AG.

#### Fritz Neumeyer AG München-Freimann
1915 war Fritz Neumeyer an der Gründung der Bayerischen Geschützwerke in München-Freimann, einer Tochtergesellschaft der Friedrich Krupp AG, beteiligt. Diese mussten nach Ende des Ersten Weltkriegs die Produktion einstellen. Fritz Neumeyer erwarb diese 1919 von Krupp und gründete die Bayerischen Maschinenwerke, Fritz Neumeyer A.-G., Werk München.
Ab 1919 ließ er in diesem Werk von Franz Lawaczeck die Lawaczeck-Turbine für Wasserkraftwerke entwickeln. In diesem Zusammenhang erwarb er die Gothaer Turbinenfabrik Briegleb, Hansen & Co. (gegründet 1861; 1910 mit ca. 420 Beschäftigten), die 1922 an die Gutehoffnungshütte überging.
1921 übernahm Otto Meyer die Leitung des Münchner Werks, welches zu dieser Zeit Wasserturbinen, Kleinlokomotiven und Pflüge herstellte. Ab Januar 1924 wurde hier Gebhard Ludwig Himmler mit der Vorbereitung der Lizenzfertigung eines Personenkraftwagens der Rover Company beschäftigt. 1925 verkaufte die Fritz Neumeyer AG für 12 Millionen Reichsmark das 363 Hektar große Gelände mit Wohnsiedlungen an die Deutsche Reichsbahn, die dort das Ausbesserungswerk München-Freimann errichtete.

#### Kabel- und Metallwerke Neumeyer AG
1920 gründete er zusammen mit der Hackethal Draht- und Kabelwerke AG in Hannover die Kabelwerk Nürnberg AG. 1922 wurde das Unternehmen komplett von Hackethal übernommen und in Kabel- und Metallwerke Neumeyer AG umfirmiert. Das Werk befand sich in der Klingenhofstraße 72 in Nürnberg und wurde zu einem der umsatzstärksten Nürnberger Industriebetriebe.
Im Zweiten Weltkrieg wurden Produktionsanlagen des Unternehmens nach Helmbrechts verlagert. Zur Bereitstellung von Arbeitskräften wurde im Juli 1944 das KZ-Außenlager Helmbrechts eingerichtet.
In München betrieb die Kabel- und Metallwerke Neumeyer AG über ihre hundertprozentige Tochtergesellschaft Metallwerk Neumeyer München GmbH seit 1941 eine Fabrik zur Herstellung von Munitionshülsen und Granaten. Das Münchner Werk befand sich in der Lilienthalstraße 1. Diese Straße und das Werksgelände wurden 1970 für den Bau des Münchner Olympiaparks abgerissen. Die Fabrik befand sich auf dem Gelände des Olympia-Radstations, das wiederum 2015 abgerissen und durch die im September 2024 eröffnete Mehrzweckhalle SAP Garden ersetzt wurde. Während des Krieges beschäftigte das Unternehmen ausländische Zwangsarbeiter, die in verschiedenen Lagern in der Stadt München untergebracht waren, darunter insbesondere in einem Lager in der Hanauer Straße, etwa zwei Kilometer nordwestlich des Werks, mit einer Kapazität von etwa 800 Personen, welches von den Metallwerken Neumeyer betrieben wurde.

### Zündapp
Am 17. September 1917 gehörte Neumeyer neben der Friedrich Krupp AG (Essen) und der Gebr. Thiel GmbH, einem Uhren- und Werkzeugmaschinenhersteller in Ruhla in Thüringen, zu den Gründern der Zünder-Apparatebau-Gesellschaft mbH (Zündapp) in Nürnberg, die zunächst Artilleriezünder für die Rüstungsindustrie herstellte. Die Produktion wurde mit Ende des Ersten Weltkriegs eingestellt und 1919 übernahm Neumeyer die Firma vollständig.
Zunächst wurden u. a. Anlasser und Lichtmaschinen hergestellt, ab 1921 Motorräder.
Im September 1950 übernahm Zündapp an der Ecke Rosenheimer Straße / Anzinger Straße Gebäude der ehemaligen Dynamit AG und errichtete dort das Zweigwerk Rammerdorf.

### Kalt-Fließpressverfahren
Sein Vetter und Mitarbeiter Fritz Singer entwickelte 1924 das Singer-Verfahren, das Warm-Fließpressen von nahtlosen Rohren aus Messing-Vollprofilen. Das Verfahren wurde zur Herstellung von Kühlerröhrchen für Verbrennungsmotoren und Radiatoren für Ballastwasser-Gewinner für Luftschiffe genutzt. 1935 entwickelte Adolf Liebergeld in Neumeyers Unternehmen das Kalt-Fließpressverfahren.